# 다비트 비보르니
다비트 비보르니(체코어: David Výborný, 1975년 1월 22일~)는 체코의 아이스하키 선수로 현역 시절 포지션은 라이트윙이다. 체코슬로바키아 아이스하키 리그의 스파르타 프라하에서 선수 생활을 시작한 그는 내셔널 하키 리그(NHL)의 콜럼버스 블루재키츠 소속으로 뛰었으며 NHL 통산 543경기 출전했다.
체코 대표팀 소속으로 국제 대회에 참가하였으며, 2006년 동계 올림픽에서 동메달을 획득했다. 또한 세계 아이스하키 선수권 대회에서 우승 5회를 달성했다. 그는 1993년부터 2007년까지 체코 국가대표로서 국제 경기 219경기에 출전하여 체코 대표팀 최다 경기 출전 기록을 보유하고 있다.